# Wassers
Wassers ist ein Weiler der Gemeinde Wolfegg im Landkreis Ravensburg in Oberschwaben.

## Lage
Wassers liegt rund 3,5 km südöstlich von Bergatreute, etwa 4,5 km nördlich von Vogt und ca. 9 km östlich von Baienfurt. Der östliche Ortsrand von Wassers grenzt direkt an die Gemeinde Wolfegg sowie an das Bauernhofmuseum Wolfegg. 
Nördlich des Weilers liegt der Wohnplatz Samhof (ca. 300 m entfernt) und unmittelbar nördlich davon das Gewann Einöde Samhof. 

### Hydrologie
Wassers liegt im Gewässereinzugsgebiet der Wolfegger Ach, in welche in Wassers der Tafelbrunnenbach und der Weiherbach münden. Die Wolfegger Ach entwässert über die Schussen und den Rhein in die Nordsee. 

### Naturräumliche Zuordnung und Schutzgebiete
Wassers ist naturräumlich zweigeteilt: Der westliche Teil des Weilers gehört zum Naturraum 32 Oberschwäbisches Hügelland. Der östliche Teil liegt im Naturraum 33 Westallgäuer Hügelland. Beide Naturräume sind Teil der Großlandschaft 3 Voralpines Hügel- und Moorland. Die Grenze zwischen den beiden Naturräumen verläuft in Nord-Süd-Richtung durch Wassers.
Der Ost- und Nordrand von Wassers grenzt an das Landschaftsschutzgebiet Durchbruchstal der Wolfegger Ach, und ein schmaler Streifen des FFH-Gebiets Altdorfer Wald verläuft ebenfalls durch Wassers.

## Verkehrsanbindung
Die Landstraße L 317 verbindet Wassers in östlicher Richtung mit Wolfegg und westlich mit Baienfurt sowie dem Ballungszentrum Ravensburg. Die Kreisstraße K 7933 führt von Wassers nach Norden, über den Weiler Neumühle, weiter nach Alttann.
Mehrere Gemeindeverbindungswege erschließen die umliegenden Wohnplätze: 
- Ein Weg führt nach Süden zum Wohnplatz Samhof und weiter nach Schachenmühle an der L 314.
- Nach Norden führt ein Gemeindeverbindungsweg zu den Einöden Schafhof, Schachen und Wäsch.
- Ein weiterer Weg verläuft über den Weiler Berg nach Neutann.

### Freizeit
Der Donau-Bodensee-Radweg sowie der Fernwanderweg HW4 Main-Donau-Bodensee-Weg führen direkt durch Wassers, und obwohl es in Wassers keine Radwege gibt führt das Freizeitnetz des Radnetz Baden-Württemberg direkt durch den Ortskern.

### Öffentlicher Personennahverkehr
Der nächstgelegene Bahnhof befindet sich in Bahnhof Wolfegg. Die Bushaltestellen Wolfegg Wassers und Wolfegg Berg Abzweig L317 liegen direkt in Wassers und binden den Weiler an den ÖPNV an.